# 九峰镇 (平和县)
九峰镇是中国福建省漳州市平和县下辖的一个镇。九峰又名九和，俗称鲤城。城东九和山，山上九峰错出，故名。
九峰镇南連大溪鎮、詔安秀篆，北鄰秀峰鄉、長樂鄉、西接廣東饒平上善之地區均說客語，但崎嶺通往九峰的207省道由蘇洋至黃田沿線，包含平和舊縣城九峰鎮治在內操閩南語，而不少人仍聽得懂客語。該鎮閩南語區大致呈喇叭狀，對崎嶺方向開口，逐漸狹長地收斂到黃田為止。

## 行政区划
九峰镇共辖2个社区、25个行政村，分别是：
东街社区、西街社区、九峰村、城东村、城西村、城中村、三坑村、苏洋村、复兴村、眉山村、福坑村、积垒村、下坪村、陈彩村、黄田村、澄溪村、联峰村、福田村、平等村、军溪村、福山村、新山村、东富村、振阳村、下北村、下西村和上仓村。